# Candidatura d’Unitat Popular
Die Candidatura d’Unitat Popular (Kandidatur der Volkseinheit, CUP) ist ein katalanischer parteipolitischer Zusammenschluss am linken-separatistischen Ende des politischen Spektrums in Spanien.

## Hintergrund/Selbstverständnis

„Katalanische Länder“

Die CUP gehört zum linken Teil des Parteienspektrums in Katalonien. Sie ist offen antikapitalistisch und strebt die Unabhängigkeit aller katalanischsprachigen Regionen von Spanien an.
Die Partei wurde am 14. Dezember 1986 gegründet und hat ihre politische Arbeit seitdem vorwiegend auf kommunaler Ebene verrichtet. Sie hat etwa 1.900 Mitglieder. Der Sitz der Partei befindet sich in Manresa (Bages). Ihr Motto lautet: L’alternativa necessària (Katalanisch für „Die notwendige Alternative“).
Die CUP bezeichnet sich in ihrem Wahlprogramm selbst als „Basisdemokratische politische Organisation nationaler Prägung, die auf dem gesamten Territorium der Katalanischen Länder aktiv ist und für einen von Spanien unabhängigen, sozialistischen, ökologisch nachhaltigen, territorial ausgeglichenen und von jeder Art patriarchaler Dominanz freien Staat arbeitet“.
Als „Katalanische Länder“ werden alle katalanischsprachigen Teilregionen
- Spaniens (Katalonien, Valencianische Gemeinschaft, Balearische Inseln, die so genannte Franja de Ponent in Aragonien und die Region Carxe in der Region Murcia)
- Frankreichs (Roussillon oder Nordkatalonien)
- das Fürstentum Andorra
- und die sardische Stadt Alghero

bezeichnet.
Die Forderungen umfassten kostenloses Wohnen und Wasser, dazu kostenfreier Strom. Die CUP fordert eine Verstaatlichung der Banken sowie ein garantiertes Mindesteinkommen für jedermann.
Zu den Wahlen zum Europäischen Parlament 2014 trat die CUP nicht an, mit der Begründung, die Europäische Union sei ein „antidemokratischer Raum“, „geeint in Unglaubwürdigkeit“, die „die Privatisierung der öffentlichen Dienstleistungen“ und „eine Schuldendiktatur“ erzwinge. Auch 2019 trat sie nicht an. Die CUP will einen Austritt Spaniens bzw. des unabhängigen Kataloniens aus der EU.
Zu den für den 10. November 2019 vorgesehenen wiederholten spanischen Parlamentswahlen tritt die CUP erstmals auch zu nationalen Wahlen an. Ihr damit verfolgtes Ziel ist es, das gegenwärtige gesamtstaatliche Regime zu bestrafen, eine Regierungsbildung in Spanien zu erschweren und somit ein Regierungsprogramm, das den Status quo im Verhältnis zwischen dem Gesamtstaat und Katalonien aufrechterhalten würde, zu verhindern.
Die CUP beschränkt die Gehälter ihrer Politiker auf zwischen €1.672 und €1.894 netto monatlich (Stand: 2023).

## Organisation und Prinzipien der Entscheidungsfindung
Die Partei tritt für direkte Demokratie und eine umfassende Bürgerbeteiligung im politischen Prozess im Sinne eines basisdemokratischen und auf einer  Deliberativen Demokratie gründenden Diskurses ein.
Diese Art des politischen Diskurses pflegt sie auch im Inneren und ist daher eine Partei ohne Führungsposten. Alle Entscheidungen werden gemeinschaftlich und basisdemokratisch getroffen.
Die Organisation auf kommunaler Ebene erfolgt über lokale Versammlungen (Assemblees Locals), zu denen jedes Mitglied kommen, mitdiskutieren und über die zu vertretenden Positionen mit abstimmen kann. Die lokalen Versammlungen sind vollständig autonom.
Um die lokalen Aktionsgruppen untereinander zu koordinieren, existieren territoriale Versammlungen (Assemblees Territorials). Diese wiederum entsenden Delegierte in den so genannten Politischen Rat (Consell Polític), der die Politik der CUP auf der nationalen Ebene koordiniert. Es existiert ein aus derzeit 13 Personen bestehendes Parteisekretariat, das für das Tagesgeschäft verantwortlich ist, aber keine politischen Befugnisse hat.
Oberstes Entscheidungsgremium ist die Nationale Vollversammlung.
Die Partei gleicht insofern in ihrer inneren Struktur und der Orientierung an basisdemokratischen Prinzipien der deutschen Piratenpartei, ist aber programmatisch weiter entwickelt und nach etwa 30 Jahren Existenz organisatorisch eingespielter.
Die CUP kämpft für bedingungslose Transparenz und hat sich u. a. der Bekämpfung der neben dem restlichen Spanien auch in den Katalanischen Ländern weit verbreiteten Korruption verschrieben.
Die Partei tritt für Chancengleichheit und Nichtdiskriminierung, Inklusion und Teilhabe aller ein. Sie ist im eigenen Verständnis freiheitlich und pluralistisch, sozial und libertär ausgerichtet.

## Bisherige Wahlerfolge
Die CUP ist seit den 1980er Jahren bereits in einer Vielzahl kommunaler Parlamente mit Abgeordneten (Regidors) vertreten. Seit den Kommunalwahlen im Mai 2015 stellt sie 385 Regidors (davon 382 in Katalonien und 3 in der Region Valencia). Die CUP ist an 18 Koalitionsregierungen auf kommunaler Ebene beteiligt und stellt in 15 weiteren Gemeinden den Bürgermeister bzw. die Bürgermeisterin.

### Parlamentswahl in Katalonien 2012
Erstmals zur Parlamentswahl in Katalonien 2012 trat die CUP mit einer eigenen Liste auf höherer politischer Ebene an und erreichte aus dem Stand drei Mandate (3,47 %). Das ist insofern besonders bemerkenswert, als das regionalisierte Wahlsystem (unter Anwendung des D’Hondt-Verfahrens) bei der Stimmengewichtung große Parteien begünstigt.
Die Abgeordneten werden in vier Wahlkreisen (den Provinzen) gewählt:
- 85 im Wahlkreis Barcelona,
- 17 im Wahlkreis Girona,
- 15 im Wahlkreis Lleida und
- 18 im Wahlkreis Tarragona.

Die Zuteilung der Mandate erfolgt im D’Hondt-Verfahren auf Ebene der Wahlkreise, wobei nur Parteien berücksichtigt werden, die im jeweiligen Wahlkreis mindestens 3 % der Stimmen erreicht haben.
Im kleinsten Wahlkreis Lleida sind demnach mindestens ca. 6 % der Stimmen erforderlich, um überhaupt eines der 15 Mandate erringen zu können. Im Wahlkreis Barcelona (85 Mandate) würden dagegen bereits etwa 1,2 % ausreichen, was jedoch durch die 3-Prozent-Hürde verhindert wird. Kleinparteien erhalten somit in ländlichen Regionen selbst bei Überspringen der 3-Prozent-Hürde rechnerisch seltener Mandate, während sie in städtischen de facto diskriminiert werden, wenn sie landesweit nicht mindestens 3 % erreichen.

### Parlamentswahl in Katalonien 2015
Für die Parlamentswahl in Katalonien 2015, die am 27. September 2015 stattfand, war eine Partizipation der CUP in einer überparteilichen Liste für eine Unabhängigkeit Kataloniens (Junts pel Sí / Zusammen für das Ja) lange Zeit in der Diskussion. Insbesondere die Befürworter einer überparteilich ausgerichteten Liste der Zivilgesellschaft appellierten an alle die Unabhängigkeit anstrebenden politischen Kräfte, eine solche gemeinsame Liste zu bilden.
Ideologische und auf eine Links-Rechts-Diskussion zurückzuführende Spannungen, die die Partizipation der CUP an einer solchen überparteilichen Liste mit sich gebracht hätte, bewogen die CUP schließlich dazu mit einer eigenen Liste zu diesen Wahlen anzutreten; die Begründung: „Die Pluralität Kataloniens passt nicht in eine (einzige) Liste“ (in diesem Fall eine einzige Liste für eine Unabhängigkeit Kataloniens von Spanien).
Somit traten mit der bürgerlich-sozialdemokratischen Liste Junts pel Sí und der Liste der CUP zwei Listen bei den Wahlen am 27. September 2015 an, die für die Unabhängigkeit Kataloniens von Spanien eintreten. Die CUP erzielte dabei 10 Mandate bei einem Stimmanteil von 8,21 %.
Damit hielt die CUP im Parlament eine entscheidende Rolle als entscheidende Mehrheitsbeschafferin für den sezessionistischen politischen Kurs von Ministerpräsident Carles Puigdemont; bei den erneuten Parlamentswahlen im Dezember 2017 verringerte sich die Anzahl von Abgeordneten auf 4, die CUP blieb aber damit ausschlaggebend für eine sezessionistische Mehrheit im Regionalparlament.

### Parlamentswahl November 2019
Die CUP trat erstmals auf gesamtstaatlicher Ebene zu den wiederholten Spanischen Parlamentswahlen im November 2019 an, die am 10. November 2019 stattfanden. Dabei schaffte sie auf Anhieb den Einzug ins Parlament und stellt nun zwei Abgeordnete im Kongress.
Sie profitierte dabei u. a. vom Verzicht des linken katalanischen Wahlbündnisses Front Republicà bei diesen wiederholten Parlamentswahlen anzutreten. Zudem führte die im Zuge der Proteste um die Verurteilung der katalanischen politischen Anführer entstandenen Unruhen in Katalonien angewendete Polizeigewalt sowie von der allgemeinen politischen Polarisierung in Spanien zu ihrem Erfolg.